# زاروو (راشکا)
زاروو (به صربی: Zarevo) یک منطقهٔ مسکونی در صربستان است که در راشکا واقع شده‌است. زاروو ۷۱ نفر جمعیت دارد.